# Liste der Monuments historiques in Gordes
Die Liste der Monuments historiques in Gordes führt die Monuments historiques in der französischen Gemeinde Gordes auf.

## Liste der Bauwerke
| Bezeichnung                                                                                    | Beschreibung                          | Standort                | Kennzeichnung | Schutzstatus                          | Datum     | Bild           |
| ---------------------------------------------------------------------------------------------- | ------------------------------------- | ----------------------- | ------------- | ------------------------------------- | --------- | -------------- |
| Abtei von Sénanque Kirche, Kreuzgang, Kapitelsaal, Klostergebäude, Schlafsaal, Fassade, Dächer |                                       | RD 177a (Lage)          | PA00082041    | Classé Patrimoine immobilier en péril | 1921 1970 | weitere Bilder |
| Anwesen Vasarely                                                                               |                                       | Les Devens (Lage)       | PA84000076    | Inscrit                               | 2018      |                |
| Hôtel Saint-Firmin                                                                             |                                       | rue du Four (Lage)      | PA84000020    | Inscrit                               | 1998      | weitere Bilder |
| Maison Lhote Fassade                                                                           | benannt nach dem Künstler André Lhote | rue André Lhote (Lage)  | PA00082043    | Inscrit                               | 1949      |                |
| Moulin des Bouillons Wasserbecken, Produktionsmaschine, Mechanismus                            |                                       | Les Bouillons (Lage)    | PA00082044    | Classé                                | 1984      | weitere Bilder |
| Schloss Schloss, Rundturm                                                                      |                                       | place du Château (Lage) | PA00082042    | Classé Inscrit                        | 1931 1949 | weitere Bilder |
| Village des Bories Hütten, Mauern                                                              |                                       | Les Savournins (Lage)   | PA00082045    | Classé                                | 1977      | weitere Bilder |

## Liste der Objekte
- Monuments historiques (Objekte) in Gordes in der Base Palissy des französischen Kulturministeriums (französisch)